# Schlacht am Bagradas
Massilia – Ilerda – Utica – Bagradas – Dyrrhachium – Pharsalos – Nil – Ruspina – Thapsus – Munda
Die Schlacht am Bagradas fand im Römischen Bürgerkrieg im August 49 v. Chr. in der Provinz Africa statt. Die Caesarianer verloren am Fluss Bagradas unter Gaius Scribonius Curio gegen die Pompeianer unter Publius Attius Varus und König Juba von Numidien. Die meisten der Caesarianer, darunter auch Curio, verloren in dieser Schlacht ihr Leben. Unter den wenigen Überlebenden war der spätere Geschichtsschreiber Gaius Asinius Pollio.

## Vorgeschichte
Gaius Scribonius Curio war ein Volkstribun, der während der römischen Bürgerkriege unter Cäsars Befehl stand. Zu seinen Aufgaben zählte es, die Optimaten im südlichen Mittelmeerraum zu besiegen und so Cäsar zu einer erhöhten Machtposition in Rom zu verhelfen. Sizilien war von den Optimaten schon am 23. April des Jahres 49 v. Chr. geräumt worden, Curio konnte somit auf der Insel landen und von dort aus seine militärischen Aktionen in Nordafrika vorbereiten (Afrikafeldzug des Curio). In Afrika landete der römische Tribun Anfang August 49 v. Chr. mit zwei Legionen. 
Dort lagerte der Optimat Publius Attius Varus. Er wurde in einigen Scharmützeln zurückgeschlagen und verschanzte sich in der Stadt Utica. Mitte August begann nun Curio die Belagerung der Stadt Utica. Sein Problem war, dass die beiden Legionen, die sein Heer bildeten, ursprünglich senatstreue Soldaten waren. Einige seiner Offiziere waren schon zu den Optimaten übergelaufen, und sein Gegner merkte diese Schwäche. Er hielt daher eine Ansprache an seine Legionäre und gab ihnen die Wahl zwischen Optimaten und Popularen. Jedoch blieben die Legionäre loyal und Curio gab den Befehl zum Angriff.

## Ablauf
Während der Belagerung erreichte den Tribunen die Nachricht von einem Entsatzheer des mit Varus verbündeten numidischen König Juba I. Er brach also die Belagerung ab, verschanzte sich auf einem Hügel etwas abseits der Stadt und forderte Verstärkung an. Nun wendete Juba eine List an, um Curio zu besiegen, ehe er Verstärkung bekommen konnte. Der Numidenkönig ließ verkünden, er wäre in einen Hinterhalt geraten und könne nicht mit dem Hauptteil seiner Armee nach Utica kommen, sondern dem Varus nur eine kleine Abteilung Reiter unter dem Feldherrn Saburra senden. Curio verließ darauf seine Stellung und griff Saburra an, besiegte ihn und verfolgte die Reiter. Saburra konnte Curio so in den Hinterhalt des Juba locken, wo die ermüdeten Legionäre vernichtend geschlagen wurden. Curio selbst zog den Tod in der Schlacht der Flucht vor, er fiel und die Schlacht war damit beendet.

## Folgen
Die Provinz Africa blieb damit fest in Hand der Pompejaner, auch nach dem Tod des Pompeius im Jahr 48 v. Chr. Sie wurde ein Sammelbecken fast aller namhaften Gegner Caesars.